# Burwood (Nouvelle-Galles du Sud)
Pour les articles homonymes, voir Burwood.
Burwood est une ville-banlieue australienne, siège de la zone d'administration locale de Burwood, située dans l'agglomération de Sydney en Nouvelle-Galles du Sud.

## Géographie
Située à 10 km à l'ouest du centre-ville de Sydney, Burwood occupe un territoire de 200 hectares qui s'étend de Parramatta Road au nord, en limite du quartier de Concord, à Liverpool Road au sud, en limite des quartiers de Burwood Heights et Enfield. Burwood est également limitrophe de Croydon à l'est et de Strathfield à l'ouest.

## Histoire
En 1799, le capitaine Thomas Rowley (1748–1806) reçoit de l'administration britannique 260 acres (110 ha) de terrains. Il baptise sa propriété Burwood Farm d'après Burwood Park, dans le Surrey en Angleterre. La première maison, Burwood Villa est construite en 1814. Après l'ouverture d'une ligne de chemin de fer en 1855, le développement du village s'accentue et il devient le chef-lieu de la municipalité du même nom créée en 1874.

## Démographie
| 2001   | 2006   | 2011   | 2016   | 2021   |
| ------ | ------ | ------ | ------ | ------ |
| 11 130 | 11 984 | 12 466 | 16 030 | 18 224 |

## Culture et patrimoine
Burwood présente de nombreux beaux exemples d'architecture des styles victorien et de la Fédération. 
Appian Way, un lotissement modèle conçu par George Hoskins entre 1903 et 1911, est décrite comme l'une des plus belles rues abritant des maisons de la Fédération en Australie et est inscrite sur la liste du patrimoine du gouvernement local.
L'église anglicane Saint-Paul sur Burwood Road a été conçue par l'architecte colonial Edmund Blacket et construite en 1871. L'église et son orgue à tuyaux sont inscrits au registre du patrimoine de l'État de Nouvelle-Galles du Sud.
Le parc de Burwood a été créé en 1882. Il abrite notamment un lac, une rotonde, un mémorial aux soldats morts pendant la Première Guerre mondiale et à Sandakan sous la Seconde Guerre mondiale, ainsi qu'un obélisque à l'emplacement de Burwood Villa.

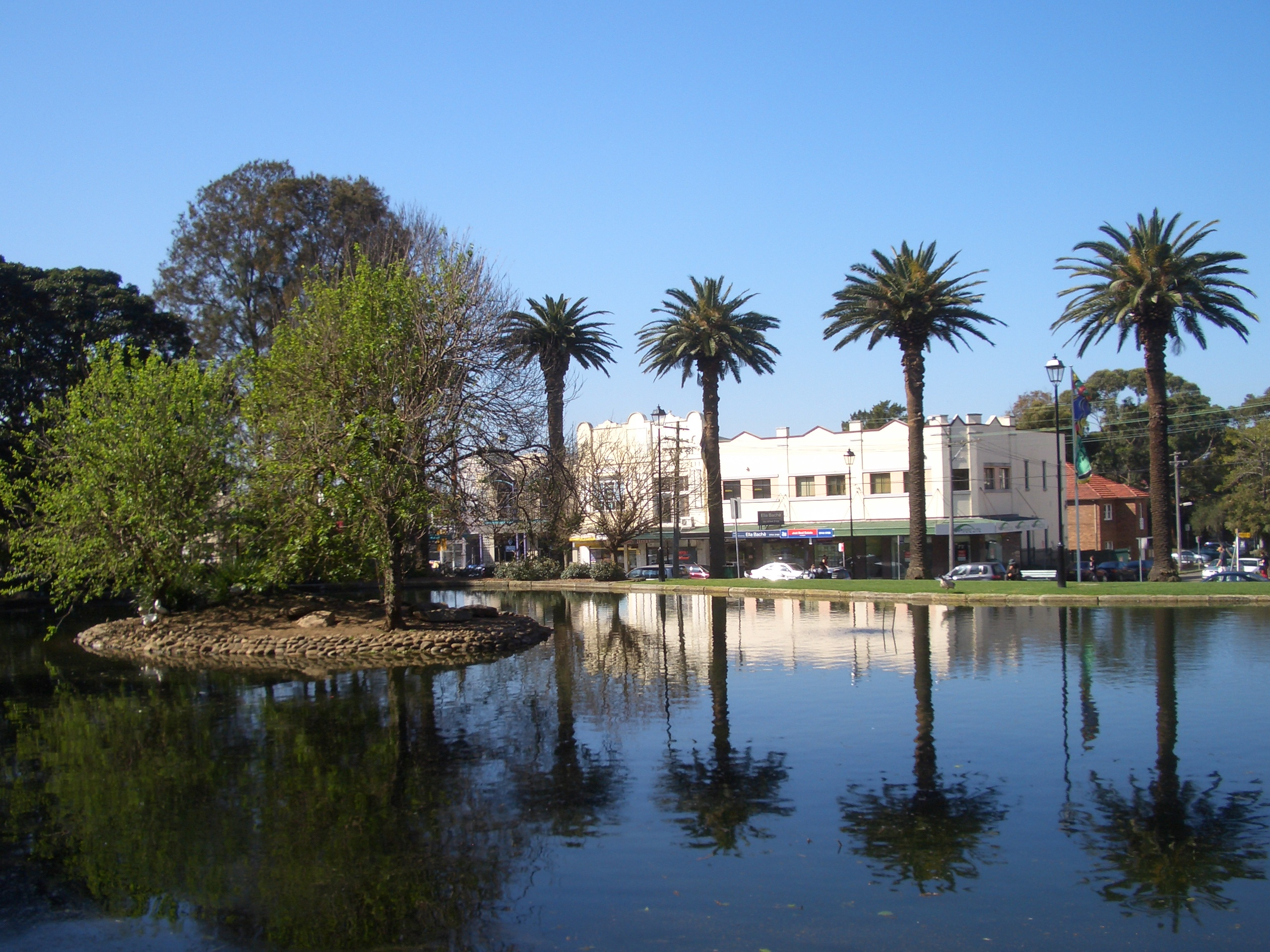
Le parc de Burwood